# Psyllaephagus latiscapus
Psyllaephagus latiscapus is een vliesvleugelig insect uit de familie Encyrtidae. De wetenschappelijke naam is voor het eerst geldig gepubliceerd in 2000 door Xu.